# 1469
1469 (MCDLXIX) fue un año común comenzado en domingo del calendario juliano.

## Acontecimientos
- 19 de octubre Casamiento de Isabel I de Castilla y Fernando II de Aragón.

### Sin fecha
- Finaliza la Gran Guerra Irmandiña en Galicia
- Lorenzo el Magnífico, de la Casa de Médici, sucede a su padre como soberano de Florencia.
- Axayácatl es nombrado Emperador Azteca.
- En el transcurso de las guerras remensas contra Juan II, la Generalidad asedia y destruye el castillo de Eramprunyá de Gavá (Barcelona).

## Nacimientos
- 13 de febrero: Elias Levita, poeta, profesor y traductor judío alemán (f. 1549).
- 20 de febrero: Tomás Cayetano, filósofo y teólogo italiano, cardenal y maestro general de los dominicos (f. 1534).
- 18 de abril: Francisco I de Foix, rey de Navarra (f. 1483).
- 3 de mayo: Nicolás Maquiavelo, filósofo italiano (f. 1527).
- 12 de julio: Juan del Enzina, compositor español (f. 1529).

### Sin fecha
- Vasco de Gama explorador portugués.

## Fallecimientos
- 30 de mayo - Lope de Barrientos, uno de los clérigos más poderosos de la Corona de Castilla.
- 10 de octubre - Filippo Lippi, pintor italiano.

### Sin fecha
- Moctezuma Ilhuicamina, emperador mexica (n. 1398).[1]